# Policijske uniforme in oprema v Združenem kraljestvu
Policijske uniforme in oprema v Združenem kraljestvu so se skozi zgodovino precej razlikovale, postale pa naj bi prepoznavni znak policijskih sil v državi, kjer velja Zakon o policiji, ki je nastal leta 1829 v Glasgowu. V 19. stoletju je z različnimi Policijskimi akti policijsko delo v Združenem kraljestvu postalo standardizirano skupaj s policijskimi uniformami in opremo. Iz doma izdelanih uniform, koles, mečev in pištol, je britanska policija oblikovala dolge plašče s cilindrom, dobro prepoznavno belo srajco, črno kravato, odsevni jopič, zaščitni jopič in panda avto.

## Oprema policista
Različni deli opreme se običajno nosijo na policijskem pasu uniformiranih policistov, nekaj pa jih je možno pospraviti v telovnik. Pod opremo policista sodi: baton (raztegljiv, teleskopski ali togi), osebni radio, solzivec, beležka, osebni digitalni pripomočki, lisice ... Pod dodatno opremo pa sodi še komplet prve pomoči (žepna maska, rokavice za enkratno uporabo, razkužilni robčki, hipoalergeni trak, sterilni obliži ...), ki je shranjen v patruljnem avtu.

## Uniforma
Skozi 20. stoletje do sredine devetdesetih so moški policisti nosili formalno jakno s spoliranimi srebrnimi gumbi in črne hlače. Imeli so veliko manj opreme, kot jo imajo danes, pa tudi brez zaščitnih telovnikov. Zaradi zaskrbljenosti o varnosti policistov so se enotno odločili, da bomo spremenili policijske uniforme, ki bodo bolj praktične narave in policistov ne bodo ovirale pri opravljanu dela.
Leta 1994 je vlada potrdila popolne spremembe o policijskih uniformah, iz slavnostnih policijskih uniform, ki niso nudile dovolj zaščite, v delovne obleke, ki so jo sestavljale črne hlače, moder NATO pulover, zaščitni telovnik, pas in odsevni jopič. Kljub manjšim razlikam so si uniforme po vsej Veliki Britaniji precej podobne. Osnovna barva je temno modra, skorajda črna, kar pa je pripeljalo do vzdevkov "fantje v modrem".
Tako kot drugod po svetu tudi Združeno kraljestvo loči uniforme na več vrst: glavna uniforma v črni barvi s čelado, delovna uniforma in slavnostna uniforma, ki se uporablja za razna slavja in za potrebe opravljanja dolžnosti mesta London.

## Osebni radii
Osebni radijski sistemi, ki so bili dodeljeni policistom in nameščeni v policijske avtomobile, so bili izdelani leta 1960. Leta 2004 je britanska policija zamenjala vse radie, iz analognih v digitalne TETRA sistem za komunikacije, imenovan Airwave. Pred uvedbo Airwave sistema komunikacije, so bili policijski komunikacijski sistemi slabi, še posebej pri komunikaciji z drugimi reševalnimi službami. Vse večje operativne zahteve so zahtevale tudi prenos podatkov in sporočil, kar pa prej policistom ni bilo omogočeno. Airwave sistem je nudil tudi boljšo pokritost z omrežjem, tako da so bile komunikacijske motnje odpravljene. Od leta 1990 dalje pa policisti poleg svojih osebnih radijskih enot pri komumnikaciji uporabljajo svoje mobilne telefone.

## Zaščitna oprema
Vsak policist kot zaščino opremo uporablja strelno orožje, ki pa dandanes ni obveza vsakega policista (oboroženi policisti so najpogosteje pripadniki posebnih oboroženih enot), električno pištolo, solzivec, katerega učinki so namenjeni za kratkotrajno rešitev pri oviranju policijskih postopkov in pendrek.

## Policijska vozila
Zaradi hitre odzivnosti enot se motorna vozila bolj rekdo uporabljajo (razen v podeželjskih okrožjih), pogostejša je uporaba koles. Vendar je po spremembi Zakona o policiji leta 1964 policija postala vse bolj motorizirane narave in danes le redko vidimo policista v patrulji brez motornega vozila (izjema so le mestna središča). Pred kratkim so policijske enote oblikovale "sosedske" patrulje zaradi hitrega odziva na velikih razdaljah, kot so površine parkov, naseljena območja in večjih površin za pešce. Kolo pa je za policiste hitrejše prevozno sredstvo v središčih mest, zato ima britanska policija več kot 1500 policijskih koles. 
Policija uporablja motorna vozila kot sta Ford Fokus ali Vauxhall Astra, v ospredju pa je uporaba dizelskih motorjev, saj je velik poudarek na boljši ekonomičnosti vozil in posledično nižjih stroških poslovanja. Večja, bolj zmogljiva vozila se uporabljajo za cestne policijske enote, oborežene spopade, zadolženi pa so za tatvine avtomobilov, odzivanje na nevarnosti na večjih območjih ali prevoz večje količine opreme. V uporabi so še vozila, kot je npr. Vauxhall Vectras, Volvo V70 T5 ali Vauxhall Insignia ... Policijska vozila so bele ali srebrne barve z barvnimi oznakami ob strani. Te oznake so v obliki mordega, rumenega ali rdečega traku. Neoznačena vozila se uporabljajo za izvajanje drugih nalog, npr. za izvajanje policijskih nalog na cestnem področju.

### Letalstvo
Policija na območju Združenega kraljestva za nadzor uporablja večinoma helikopterje, standardiziranih, hitro opaznih barv, da se ločijo od ostalih in se tako izognejo nesrečam v zraku. V ospredju sta črna, ki se uporablja ob straneh in na dnu helikopterja, in rumena barva na vrhu (vloga varnostne funkcije). Eden najbolj pogostih helikopterjev, ki jih uporablja britanska policija, je Eurocopter EC135.

### Vodna plovila
V policijske namene se uporablja vrsta plovil, od napihljivih čolnov Zodiac do rešilnih čolnov razreda arun (prej RNLI).

## Čezmorsko ozemlje
Policijska organizacija in zgodovina uniform se je prav tako spreminjala tudi na čezmorskih ozemljih v lasti Združenega kraljestva. Uniforme je bilo potrebno prilagoditi lokalnemu podnebju. Leta 1995 pod vodstvom policijskega komisarja Colina Coxalla so bile prej v uporabi čelade in jakne s štirimi žepi rezervirane le za slavnostne priložnosti, nadomestile pa so jih udobne "bomber" jakne in volneni puloverji. V poletnem času pa so smeli policisti nositi kratke hlače.